# 貝塚栄之助
貝塚 栄之助（かいづか えいのすけ、1882年〈明治15年〉8月10日 - 1947年〈昭和22年〉）は、大正から昭和時代前期の政治家、実業家。三重県桑名市長。

## 経歴
貝塚卯兵衛の三男として三重県桑名に生まれる。父卯兵衛は米穀商および株式取引を生業とし桑名紡績を立ち上げた人物。1910年（明治43年）東京高等工業学校を卒業後、名古屋電灯に入社し技師として勤務する。1915年（大正4年）家督を相続し、松阪工業学校教諭に転じた。1918年（大正7年）高岳製作所社長を経て、1926年（大正15年）桑名瓦斯社長となった。1930年（昭和5年）桑名町助役に挙げられ、1934年（昭和9年）桑名町長を経て、1937年（昭和12年）6月22日、市制施行と同時に桑名市長に就任した。ほか、山中清賞堂（現桑名精工）各社長、桑名電軌重役、三重県農工銀行、内外編物（現ナイガイ）各取締役などを歴任した。

## 親族
- 養子 貝塚茂樹（東洋学者）[5]